# Africa Centres for Disease Control and Prevention
Africa Centers for Disease Control and Prevention (Africa CDC) is het Agentschap voor Volksgezondheid van de Afrikaanse Unie. De instelling wil initiatieven inzake volksgezondheid van de lidstaten ondersteunen, en de capaciteit van de gezondheidsinstellingen in de lidstaten versterken. Africa CDC werd opgericht in januari 2016 en officieel gelanceerd in januari 2017.

## Organisatie
De hoofdzetel is gevestigd in Addis Abeba, Ethiopië. Directeur is John Nkengasong. Verder zijn er nog een raad van bestuur en diverse afdelingen en adviescomités.
Africa CDC heeft ook regionale samenwerkingscentra in:
- Egypte, voor Noord-Afrika
- Nigeria, voor West-Afrika
- Gabon, voor Centraal-Afrika
- Zambia, voor Zuid-Afrika
- Kenia, voor Oost-Afrika.

Er zijn nog twee gespecialiseerde instellingen verbonden aan Africa CDC:
- Africa CDC Pathogen Genomics Intelligence Institute
- Africa CDC Institute for Workforce Development.

## Geschiedenis
Africa CDC was bijzonder actief tijdens de coronapandemie van 2020. De instelling verschafte ondersteuning, en hield cijfergegevens bij over de besmetting.